# Aşağıtepe, Fatsa
Aşağıtepe là một xã thuộc huyện Fatsa, tỉnh Ordu, Thổ Nhĩ Kỳ. Dân số thời điểm năm 2010 là 345 người.